# St. Mariä Himmelfahrt (Hamminkeln)

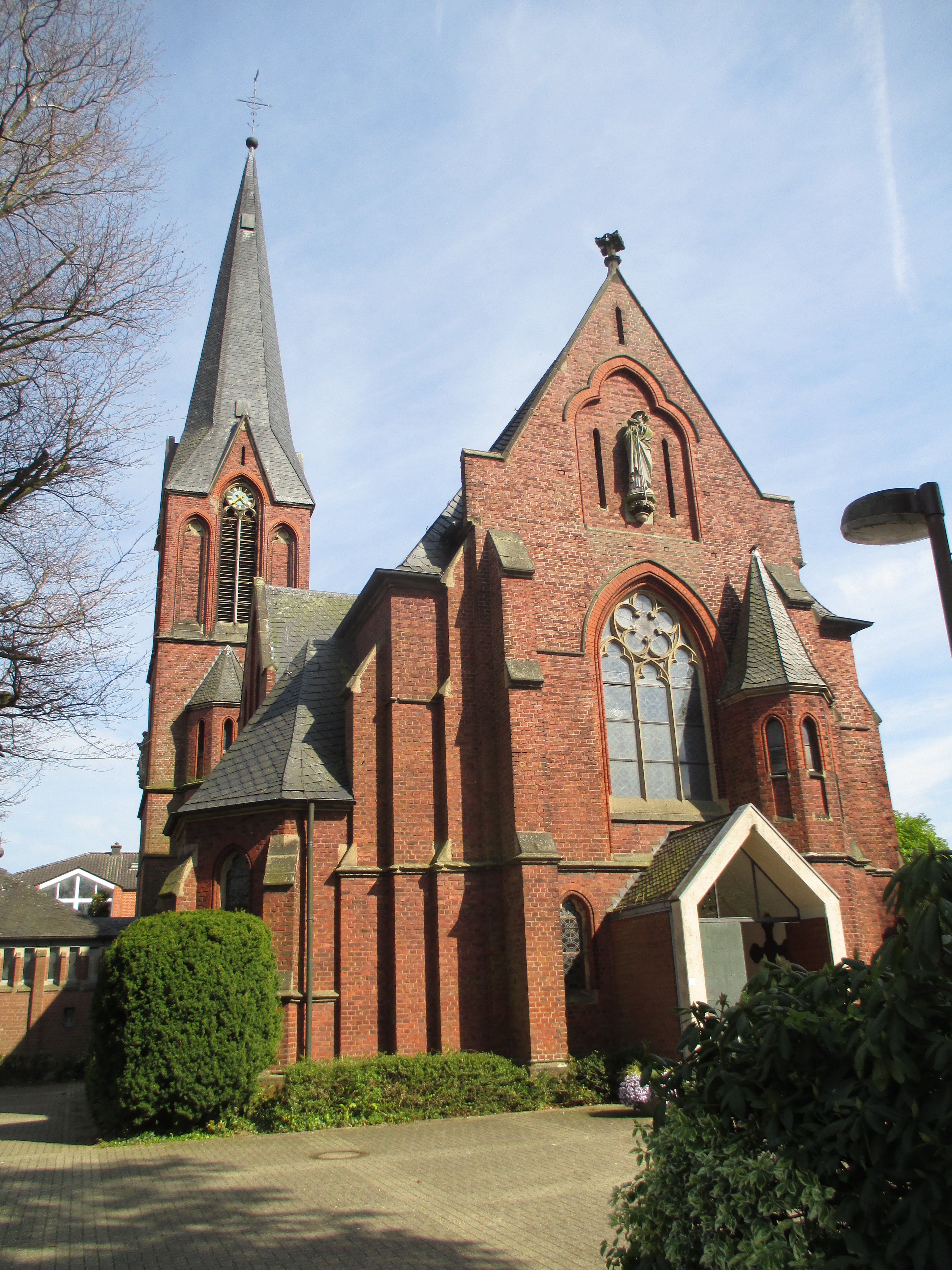
St. Mariä Himmelfahrt in Hamminkeln

St. Mariä Himmelfahrt ist die römisch-katholische Pfarrkirche von Hamminkeln, einer Stadt im nordrhein-westfälischen Kreis Wesel. Seit 2013 ist sie Bestandteil der Gemeinde Maria Frieden.

## Geschichte
Mit der Reformation war der Ort Hamminkeln mit seiner Pfarrkirche, der sogenannten Weißen Kirche, 1612 protestantisch geworden. Erst im ausgehenden 19. Jahrhundert kam es wieder nach Überlassung eines Baugrundstücks und der Stiftung eines Baukapitals von privater Seite zur Gründung einer katholischen Kirchengemeinde und den Bau einer Kirche, der in Backstein ausgeführten sogenannten „Roten Kirche“, deren Weihe am 4. Juli 1895 durch den Münsteraner Bischof Hermann Jakob Dingelstad vollzogen wurde.

## Architektur
Der nach Plänen des königlichen Regierungsbaumeisters Hilger Hertel errichtete Kirchenbau ist eine im neugotischen Stil erbaute zweischiffige, im Innern über Säulen kreuzrippengewölbte Hallenkirche mit eingezogenem Polygonalchor und seitlich gesetztem Kirchturm mit achtseitigem Pyramidenlehm, der ursprünglich von Ecktürmchen begleitet war. Der Außenbau ist durch einen querhausartig vorgesetzten Giebel artikuliert.

## Ausstattung
Die von der Glasmalerwerkstatt Hertel & Lersch in Düsseldorf ausgeführte Farbverglasung des Chores zeigt die Verkündigung an Maria, Mariä Heimsuchung und die Krönung Mariens, in den beiden Mittelfenstern des Langhauses jeweils St. Johannes den Täufer und St. Anna mit Maria, ansonsten ornamentale Felder.